# Ndoffane
Ndoffane (albo Ndofane) – miasto w Senegalu, w regionie Kaolack. Według danych szacunkowych na rok 2010 liczy 10 671 mieszkańców.